# 407 км (зупинний пункт)
407 км — пасажирська зупинна залізнична платформа Лиманської дирекції Донецької залізниці.
Розташована в м. Новогродівка, Покровський район, Донецької області на лінії Ясинувата-Пасажирська — Покровськ між станціями Гродівка (4 км) та Желанна (6 км).
На платформі зупиняються приміські електропоїзди.